# Лопухово (Великопольське воєводство)
Лопухово (пол. Łopuchowo) — село в Польщі, у гміні Мурована Ґосліна Познанського повіту Великопольського воєводства.
Населення — 452 особи (2011).
У 1975-1998 роках село належало до Познанського воєводства.

## Демографія
Демографічна структура станом на 31 березня 2011 року:
|          | Загалом | Допрацездатний вік | Працездатний вік | Постпрацездатний вік |
| -------- | ------- | ------------------ | ---------------- | -------------------- |
| Чоловіки | 222     | 62                 | 152              | 8                    |
| Жінки    | 230     | 47                 | 141              | 42                   |
| Разом    | 452     | 109                | 293              | 50                   |